# 사브 J 35 드라켄
사브 J 35 드라켄은 스웨덴의 전투기이다.

## 역사
제트 엔진 전투기의 시대가 도래하고, 세계 항전시장은 제트엔진 기체를 절실히 요구했던 시대였다. 미국이 개발한 F-104 전투기의 대체안이 필요했던 그 당시 실정에, 스웨덴은 제트 엔진 전투기를 개발한다. 그것이 바로 사브 J 35 드라켄 전투기다. 새시대인 제트 엔진의 시대가 된 세계 항전 시장의 요구는, 보다 빠른 스피드에 높은 고도로 날 수 있는 날쌘 전투기를 요구했다. 더 나아가서 첨단 레이다와 첨단 미사일을 통해서 "멀리 보고 멀리 쏜다"는 개념을 바탕으로 미국의 록히드 F-104 스타파이터같은 전투기가 등장한다. 그러나 F-104 전투기는 스피드는 빨랐으나 문제점이 많아 과부제조기로 전락하고, 또한 베트남 전쟁에서는 첨단 레이다와 첨단 미사일의 전투기들이 신통찮은 성적을 낸다. 그 당시 아직 2세대에 머물러 있던 전투기들은 아직 얄량한 수준인 레이다를 과신하고 전장에 일찍 나갔던게 화근이었다. 비유를 하자면, 세발자전거를 타기 시작한 수준에 벌써 두발자전거로 바꾼 셈이다. 70년대가 지나면서 4세대 전투기의 시대가 열리며 레이다가 확실하게 빛을 보였지만 F-104 전투기는 확실히 실망스러운 성능의 전투기였다. 대안으로 등장한 J 35 드라켄 전투기는 여러 국가들에 수출됐다. 드라켄은 확실히 우수한 전투기였다. 록히드 F-104 스타파이터에 결코 지지 않는 마하2.2의 속력은 매우 우수한 스피드였다. 650여대가 총 생산됐다.

## 구매국

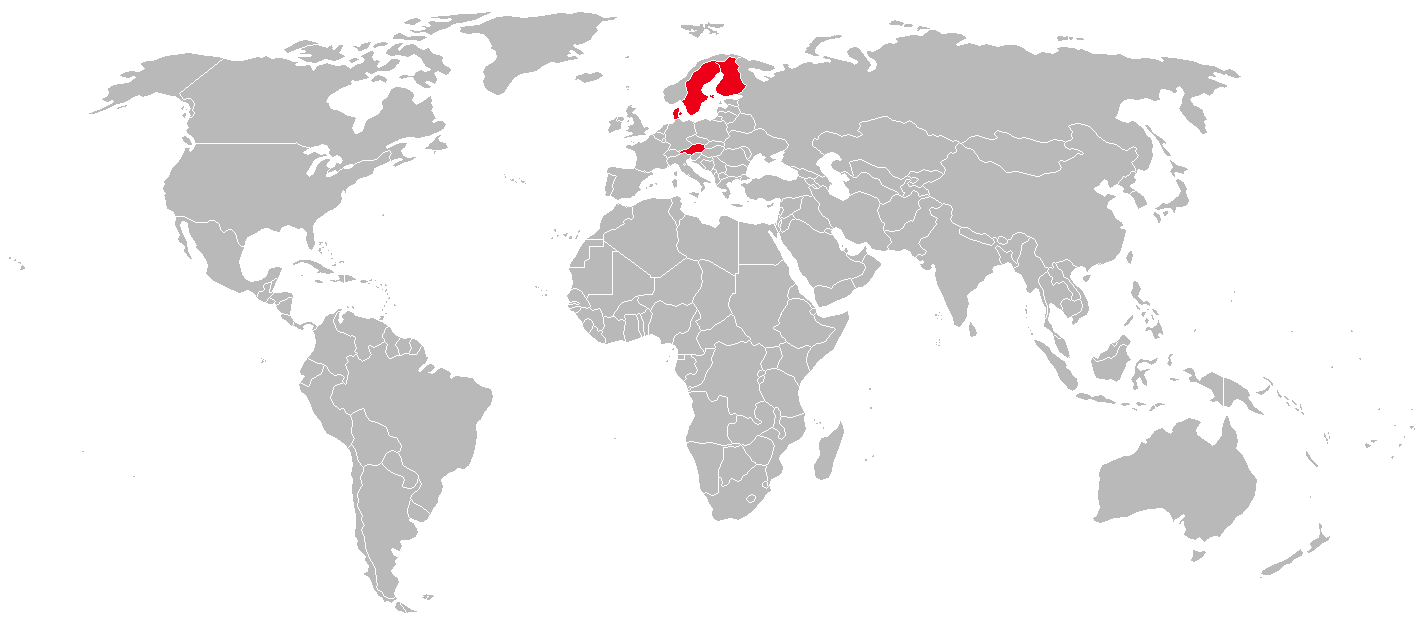
빨강색이 드라켄을 운용했던 국가들이다.

- 스웨덴 - 520여대
- 덴마크 - 51대
- 핀란드 - 50대
- 오스트리아 - 24대
- 미국 - 6대

## 제원

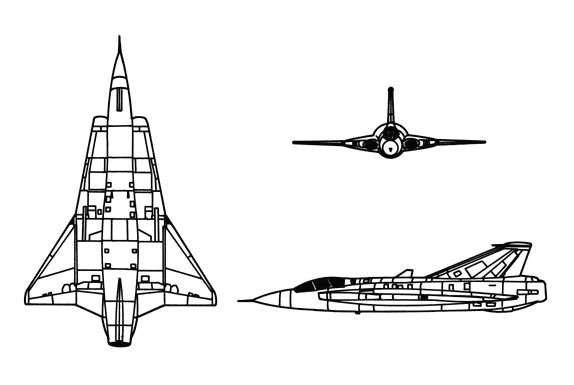
사브 드라켄 전투기의 도면.

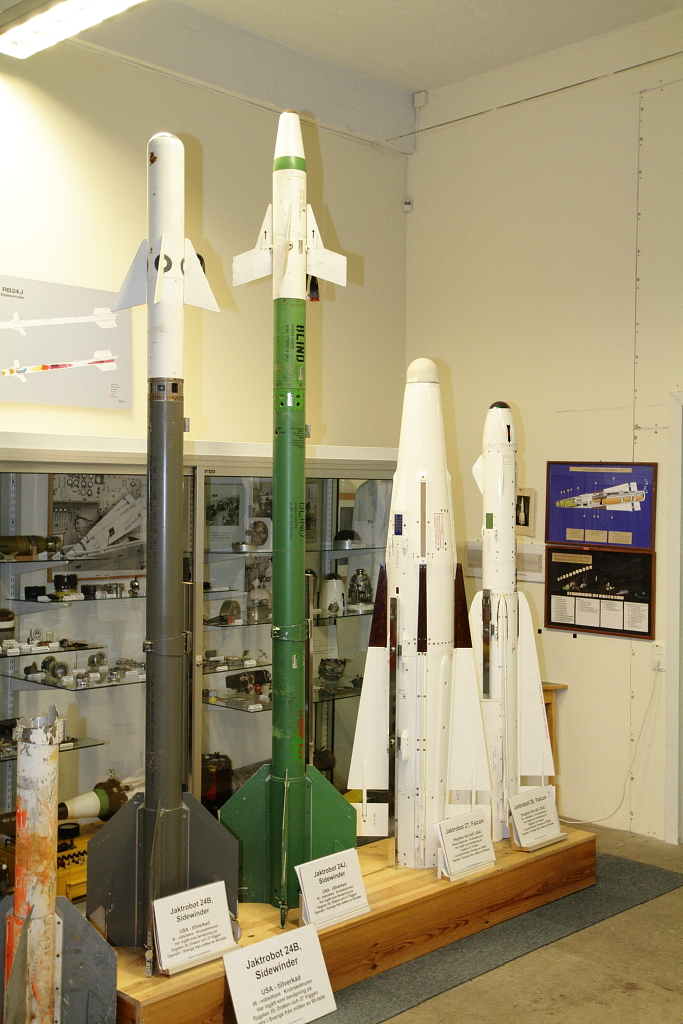
드라켄이 사용가능한 미사일.

### 일반 제원
- 승무원 : 1명
- 길이 : 15.35 m (50 ft 4 in)
- 날개폭 : 9.42 m (30 ft 10 in)
- 높이 : 3.89 m (12 ft 9 in)
- 날개 면적 : 49.22 m² (529.82 ft²)
- 순 기체 중량 : 7,865 kg (17,340 lb)
- 이륙 중량 : 11,400 kg (25,132 lb)
- 만재 중량 : 16,000 kg (35,273 lb)
- 엔진 : 1 × Volvo Flygmotor RM 6C afterburning turbojet
- 엔진추력 : 56.5 kN (12,787 lbf) 애프터 버너시, 78.4 kN (17,637 lbf).

### 성능
- 최대 속도 : 마하 2.2
- 항속 거리 : 2,000 km
- 최대 상승 고도 : 18,300 m

### 무장
- 기관포 : 1 x 30mm Oerlikon M-55 ADEN 기관포
- 로켓 : 2× 75 mm air-to-ground rocket pods ventrally or 12× 135 mm rockets on six underwing pylons
- 미사일 : Rb 24, Rb 27 and Rb 28 air-to-air missiles
- 폭탄 : 55-, 220-, 500-, and 1,000-파운드[dubious – discuss] 폭탄

## 관련 정보

### 관련 기종
- 사브 JAS 39 그리펜
- 사브 비겐

### 비교 기종
- 마소 미라주 F1
- F-4 팬텀
- 미코얀구레비치 MiG-23
- 미코얀 MiG-27

## 같이 보기
- F-16XL